# L'infermiera di notte
L'infermiera di notte (Enfermeira de Noite) é um filme italiano de 1979, dirigido por Mariano Laurenti.
Estreou em Portugal a 7 de Fevereiro 1983.

## Sinopse
O doutor Nicola Pischella (Lino Banfi) é um impenitente mulherengo que trai constantemente a sua ciumenta esposa Lucia (Francesca Romana Coluzzi). As coisas complicam-se com a chegada de  Saverio (Mario Carotenuto), tio de Lucia, que se diz à beira da morte e, em troca de hospitalidade, promete uma generosa doação à sua sobrinha. Para cuidar do tio é contratada uma enfermeira durante a noite. E por ela se apaixonam todos os homens da casa, o que acaba por provocar mal-entendidos, traições e identidades equivocadas, agravadas com a descoberta da verdadeira identidade de Saverio.

## Elenco
Lino Banfi: Nicola Pischella
Gloria Guida: Angela Della Torre
Alvaro Vitali: Peppino
Leo Colonna: Carlo Pischella
Mario Carotenuto: Zio Saverio / Alfredo
Francesca Romana Coluzzi: Lucia, moglie di Nicola
Paola Senatore: Zaira, l'amante di Nicola
Anna Maria Clementi: Moglie del pugile
Lucio Montanaro: D.J.
Ermelinda De Felice: Regina, la cameriera
Vittoria Di Silverio: Zia di Angela
Jimmy il Fenomeno: Il postino
Giorgio Soffritti:
Nicola Walper:
Vittorio Daverio:
Valentino Simeoni:Il rigattiere
Nico Maretti: infermiere della ambulanza
Vittoria Di Silverio: una degente
Francesco Narducci: cliente del ristorante